# Matevž Lukanc
Matevž Lukanc, slovenski alpski smučar, * 1. marec 1926, Tržič, † avgust 2002
Lukanc je za Jugoslavijo nastopil na Zimskih olimpijskih igrah 1948 v Sankt-Moritzu, kjer je v smuku sovojil 69., v slalomu 27., v kombinaciji pa 37. mesto.

## Sklic
1. ↑  "Umrl je Matevž Lukanc". Gorenjski glas (13.08.2002), letnik 55, številka 62. str. 11. Dokument v zbirki Digitalne knjižnice Slovenije.